# (72577) 2001 ER18
(72577) 2001 ER18 – planetoida z pasa głównego asteroid okrążająca Słońce w ciągu 4,34 lat w średniej odległości 2,66 j.a. Odkryta 14 marca 2001 roku.